# Płyta (formacja skalna)

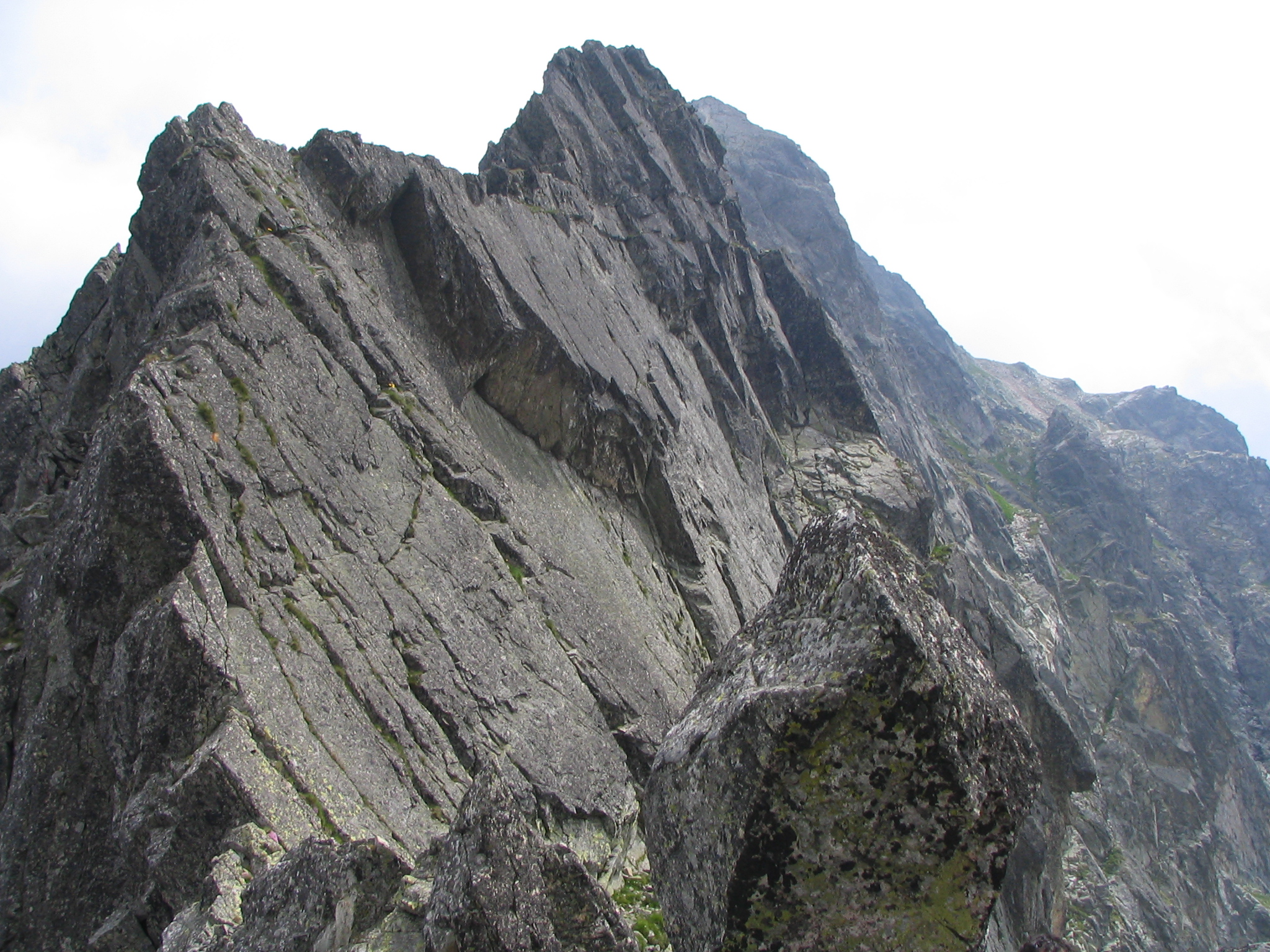
Płyta na południowej ścianie Zamarłej Turni w Tatrach

Płyta to formacja skalna, zwykle słabo urzeźbiona, w formie otwartej, mniej lub bardziej gładkiej płaszczyzny o rozmaitym, często zmiennym kącie nachylenia. Pod względem nachylenia płyty mogą być połogie (nachylone do pionu pod kątem od 45° do 10°), pionowe (od ok. 10° do 0°), oraz przewieszone (od 0° do ok. -20°), przy czym w ostatnim wypadku określenia płyta używa się raczej rzadko. Bardziej wywieszone formacje zwykle nie są już określane jako płyty. Rzeźba płyt zależy w istotny sposób od ich budowy geologicznej i obejmuje typowe dla danego rodzaju skały elementy, jak dziurki w wapieniu, charakterystyczne krawądki i półeczki w dolomitach, rysy czy okrzemki w granicie, wystające kamienie w zlepieńcach i niektórych rodzajach piaskowca, lejki, falki i zupełną gładkość w piaskowcach.
Wspinanie w płytach zależnie od ich nachylenia i rzeźby wymaga stosowania rozmaitych technik.
Płyty połogie mocno urzeźbione nie przedstawiają problemu wspinaczkowego. 
Płyty połogie słabo urzeźbione pokonywane są zwykle techniką rajbungu (tarciową), oferując zwykle wspinaczkę wymagającą dużej wytrzymałości psychicznej i precyzyjnej techniki balansu ciałem. Z powodu słabej rzeźby asekuracja własna często jest kiepska lub niemożliwa, natomiast asekuracja stała w niektórych rejonach bywa osadzana rzadko, z uwagi na czynniki estetyczno-ekologiczne. Odpadnięcie na połogiej płycie jest bardziej niebezpieczne, niż na płytach pionowych lub przewieszonych, ponieważ podczas upadku
wspinacz narażony jest na kontakt ze skałą.
Płyty pionowe możliwe są do pokonania dzięki odpowiedniej rzeźbie. Przechodzenie płyt pionowych jest jednym z typowych i zwykle poszukiwanych rodzajów wspinaczki. Czasami możliwa jest asekuracja własna, w innych wypadkach na uczęszczanych drogach osadzane są stałe punkty asekuracyjne. W wypadku słabego urzeźbienia, płyty takie bywają pokonywane techniką hakową.
Płyty przewieszone (zob. przewieszenie) mogą być pokonywane klasycznie jedynie dzięki odpowiednio wykształconej rzeźbie - w przeciwnym wypadku pozostaje jedynie technika hakowa. Asekuracja w takich formacjach zwykle sprowadza się do asekuracji stałej.